# La vita è nostra (film 1936)
La vita è nostra (La vie est à nous) è un film documentario del 1936, opera collettiva di propaganda politica, commissionata dal Partito Comunista Francese (PCF) in vista delle elezioni politiche del 1936 e coordinata da Jean Renoir.
Collaborarono al film Jacques Becker, Jacques B. Brunius, Henri Cartier-Bresson, Jean-Paul Le Chanois, Maurice Lime, Pierre Unik e André Zwoboda.

## Trama
Il film inizia con un documentario sulla Francia e le sue attività economiche. Un maestro elementare illustra ai suoi scolari, poveri e malnutriti, queste immagini di prosperità e laboriosità. La realtà amara è che tutta la ricchezza della nazione è nelle mani di sole duecento famiglie.
Il direttore del quotidiano L'Humanité, Marcel Cachin, legge tre lettere inviate al giornale da cittadini che raccontano tre storie di vita.
La prima storia si sviluppa nell'ambiente operaio: un vecchio operaio licenziato è riassunto grazie alla mobilitazione dell'intero reparto in cui lavora.
La seconda storia si svolge nell'ambiente contadino: la vendita all'asta dei beni di una famiglia contadina indebitata è impedita dall'intervento dei contadini iscritti al PCF.
La terza storia si ambienta nella classe media, la piccola borghesia: un giovane ingegnere disoccupato trova lavoro grazie all'aiuto prestatogli dalla cellula del partito.
Il film si conclude con discorsi politici di importanti esponenti del partito e con una sfilata dei personaggi delle tre storie che marciano cantando L'Internazionale.

## Produzione
In previsione delle elezioni politiche previste nella primavera del 1936, il PCF affidò a Renoir il compito di realizzare un film di propaganda. Jean Paul Dreyfus, organizzatore del Gruppo Ottobre e conosciuto nel secondo dopoguerra col nome di Le Chanois, fungeva da commissario politico e supervisionava la correttezza politica del film.

### Finanziamenti
Attraverso una raccolta di fondi nelle assemblee e nelle riunioni di partito si mise insieme una somma di sessantamila franchi.
Le proiezioni del film avrebbero dovuto essere gratuite: gli spettatori non pagavano il biglietto ma si abbonavano alla nuova rivista di cinema Ciné-Liberté, il cui primo numero uscì il 20 maggio 1936 e la cui esistenza ebbe breve durata. Sulle sue pagine apparvero articoli scritti da Renoir.

### Sceneggiatura
Il film fu scritto da Jean Renoir in collaborazione con Paul Vaillant-Couturier.

### Riprese
Il film fu girato in tre settimane, nei mesi di febbraio e marzo: gli esterni a Porte de Montreuil e a Marlotte, gli interni negli studi Francoeur.

### Regia
Il film è dichiaratamente un film collettivo: a Renoir spettò la supervisione dell'intero montaggio.
Pare che il primo episodio sia stato diretto da Le Chanois, il secondo da Jacques Becker e il terzo da Jean Renoir stesso.

### Prima
La prima proiezione pubblica fu organizzata dal PCF il 7 aprile 1936, al Panthéon di Parigi.

## Accoglienza
Il film fu proibito dalla censura.
Ebbe comunque un buon successo popolare, nelle sale rionali e di periferia, dove veniva proiettato gratuitamente. Circolò in sale private fino al 1969.
La vera carriera commerciale del film cominciò allora, allo studio Gît-le-Coeur, sull'onda degli avvenimenti del maggio del 1968.

## Critica
Giorgio De Vincenti:
«Nonostante le ingenuità che non è difficile rilevare, e che sono naturalmente da attribuire alla particolare finalità dell'opera, La vie à nous non è affatto un banale film di propaganda. Non lo è perché svolge un discorso ragionato sui bisogni reali degli individui e sulle risposte politiche che questi bisogni devono provocare; non lo è per la verve straordinaria che anima i personaggi delle tre storie di finzione, che sono ancor oggi godibili piccoli quadri pieni di vita e di emozione; non lo è, soprattutto, per l'allegria tutta renoiriana, che si sente animare il set, il lavoro collettivo degli attori e dei realizzatori».